# 1291
- Wikisource

| Calendário gregoriano                                                        | 1291 MCCXCI                                          |
| Ab urbe condita                                                              | 2044                                                 |
| Calendário arménio                                                           | 740 – 741                                            |
| Calendário bahá'í                                                            | -553 – -552                                          |
| Calendário budista                                                           | 1835                                                 |
| Calendário chinês                                                            | 3987 – 3988 Início a 31 de janeiro (aproximadamente) |
| Calendário copta                                                             | 1007 – 1008                                          |
| Calendário etíope                                                            | 1283 – 1284                                          |
| Calendários hindus - Vikram Samvat - Calendário nacional indiano - Cáli Iuga | 1346 – 1347 1212 – 1213 4391 – 4392                  |
| Calendário Holoceno                                                          | 11291                                                |
| Calendário islâmico                                                          | 690 – 691                                            |
| Calendário judaico                                                           | 5051 – 5052                                          |
| Calendário persa                                                             | 669 – 670                                            |
| Calendário rúnico                                                            | 1541                                                 |
| Calendário solar tailandês                                                   | 1834                                                 |

1291 (MCCXCI, na numeração romana) foi um ano comum do século XIII do Calendário Juliano, da Era de Cristo, e a sua letra dominical foi G (52 semanas), teve início numa segunda-feira e terminou também numa segunda-feira.
No reino de Portugal estava em vigor a Era de César que já contava 1329 anos.

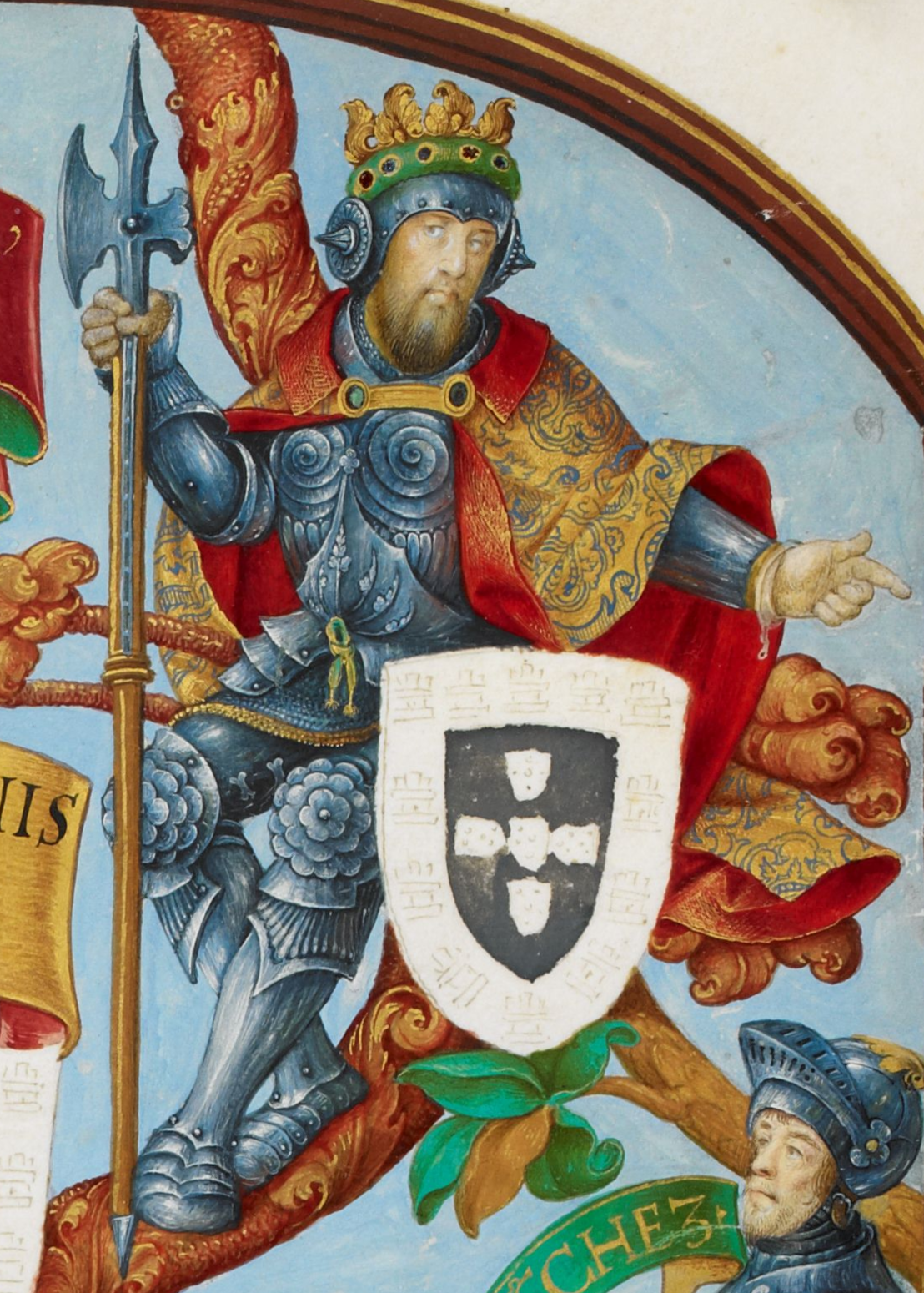
Afonso IV, rei de Portugal. Iluminura do século XVI.)

| Ano completo                         |
| ------------------------------------ |
| Ano comum com início à segunda-feira |

## Eventos
- 10 de Maio - Nobres Escoceses reconhecem a autoridade de Eduardo I de Inglaterra no seu país.
- 28 de Maio - Calil, sultão aiúbida do Egito captura São João de Acre pondo fim ao Reino de Jerusalém.
- 1 de Agosto - A Confederação Helvética é formada reunindo os cantões de Uri, Schwyz e Unterwalden.
- 14 de Agosto - Os templários abandonam Castelo do Peregrino, que será também o último reduto do Reino de Jerusalém na Terra Santa.
- Jaime II torna-se Rei de Aragão.
- Frederico III torna-se regente da Sicília.
- Sancho IV de Castela conquista a cidade de Tarifa aos mouros.
- Termina a Nona Cruzada (a última).

## Nascimentos
- 8 de fevereiro - D. Afonso IV de Portugal (f.1357).
- Papa Clemente VI (f. 1352).

## Mortes
- 18 de junho - Afonso III de Aragão.
- 24 de junho - Leonor da Provença, n. 1223, foi rainha consorte de Henrique II de Inglaterra.